# Асурџија
Асурџија (стари занат) је назив за мајстора који од барске биљке рогоза (шевар) израђује асуре.
Асурџије су имале своје радионице и куће поред мочвара где им је материјал за рад (рогоз-шевар) био надохват руке. Асурџије су производиле разне врсте асура у зависности од потреба тржишта. Овакве простирке су се израђивале у разним величинама, разних дебљина са украсима или без украса.
Асуре се користе као завесе за сунце, као простирке у просторијама или као простирке за плажу.

## Израда
Израда асуре је тежак посао због тога што прво треба на мочварном земљишту исећи велику количину шевара. После сечење треба одвојити листове па их осушити на сунцу. Тек после овога се приступа конкретној изради (плетење и шивење) простирки.
Данас у нашим крајевима има веома мало људи који се баве производњом асура. Због јефтине радне снаге и јефтине сировине у новије време се асуре масовно производе у Кини и извозе у све земље света.
Процес производње започиње сечењем шевара који слободно расте у мочварним пределима. Жетва шевара се обавља јула или августа, бере се само зрео шевар, а зрелост се утврђује по жутој боји. Шевар се након бербе класира и увезује у снопове и такав допрема у радионицу. Снопови се у радионици развезују и шевар се разређује како би се добро осушио. Битна је циркулација ваздуха, како не би дошло до појаве буђи на стабљикама. Након сушења шевар се сече на траке одређених димензија које се пре плетења потапају у воду и тако постају еластичне како се не би ломиле приликом плетења. Из једне стабљике се у просеку добија четири до осам трака. Шире траке се користе за плетење асура већих димензија, а уже за зембиле, цегере и друге употребне украсне предмете. Плетење се обавља ручно, а од алата се користе: секач, нож, чекић, заглавци и наравно разбој.